# Stacy, Minnesota
Stacy là một thành phố thuộc quận Chisago, tiểu bang Minnesota, Hoa Kỳ. Năm 2010, dân số của thành phố này là 1456 người.

## Dân số
- Dân số năm 2000: 1278 người.
- Dân số năm 2010: 1456 người.